# جانغ تشول-وو
جانغ تشول-وو (هانغل: 장철우) هو لاعب كرة قدم كوري جنوبي في مركز الوسط، ولد في 5 أبريل 1971 في كوريا الجنوبية. لعب مع دايجون هانا سيتزن.

## وصلات خارجية
- جانغ تشول-وو على موقع دوري كوريا الجنوبية (الإنجليزية)